# Flowsik
Jay Pak (nom coréen : Pak Dae-sik, hangeul : 박대식 ; né le 5 avril 1985 à New York),, mieux connu sous son nom de scène Flowsik (coréen : 플로우식), est un rappeur et chanteur coréano-américain. Il a fait ses débuts en 2011 en tant que membre du trio de hip-hop Aziatix. Il a sorti son premier single solo The Calling en 2015, et a participé à la cinquième saison de l'émission Show Me the Money en 2016.

## Biographie

### Enfance[5],[6]
Il s'intéresse à la musique depuis son plus jeune âge, il apprend ainsi très tôt à jouer de la trompette et de la corne de baryton. Il a été étudiant au Queens College dont il est ressorti diplômé en littérature anglaise en 2008. 

### Depuis 2016
Le 29 juillet 2016, il sort le single de hip-hop Recipe, en featuring avec le chanteur Cho Seung-youn (connu sous le pseudonyme Luizy à cette période), qui a été son concurrent dans Show Me the Money.
En novembre 2017, il collabore avec Teri Miko (DJ américaine) et Varien (compositeur américain) sur la chanson Wrath of God avec le label Spinnin' Records.
En 2018, Flowsik révèle les singles All I Need et 젖어's (Wet), qui font partie d'une série de collaborations avec la rappeuse Jessi.

## Discographie

### Singles
| Titre                                                                | Année                        | Meilleure position           | Ventes                       | Album                        |
| Titre                                                                | Année                        | COR                          | Ventes                       | Album                        |
| En tant qu'artiste principal                                         | En tant qu'artiste principal | En tant qu'artiste principal | En tant qu'artiste principal | En tant qu'artiste principal |
| -------------------------------------------------------------------- | ---------------------------- | ---------------------------- | ---------------------------- | ---------------------------- |
| The Calling                                                          | 2015                         | —                            | NC                           | Singles hors album           |
| Yah Nuh (야, 너)                                                     | 2015                         | —                            |                              | Singles hors album           |
| Higher Plane feat. Kang Min-kyung                                    | 2017                         | —                            | Criminal Minds OST           |                              |
| Featurings                                                           |                              |                              |                              |                              |
| Air DoTheQ (공중도덕) avec Superbee & MyunDo feat. Dok2 & The Quiett | 2016                         | 5                            | - KOR : 455,171+             | Show Me the Money 5          |
| Rapstar (Remix) avec Dok2 & The Quiett                               | 2016                         | 46                           | - KOR : 171,917+             | Show Me the Money 5          |
| Goblin (도깨비) avec Hash Swan, Boi B, ₩uNo & G2                     | 2016                         | 25                           | - KOR : 120,785+             | Show Me the Money 5          |
| Recipe feat Seung-youn de UNIQ                                       | 2016                         | —                            | NC                           | Singles hors album           |
| Go Hard avec Overwatch                                               | 2017                         | —                            | NC                           | Singles hors album           |
| Sway avec Double K, Killagramz, Vandal Rock                          | 2018                         | —                            | NC                           | Singles hors album           |
| All I Need avec Jessi                                                | 2018                         |                              |                              | Singles hors album           |
| Wet (젖어'S) avec Jessi                                              | 2018                         |                              |                              | Singles hors album           |
| En collaboration                                                     |                              |                              |                              |                              |
| Ni Na No (니나노) Minzy feat. Flowsik                                | 2017                         | 44                           | - KOR : 38,531+              | Minzy Work 01: Uno           |
| "—" signifie que le morceau ne s'est pas classé.                     |                              |                              |                              |                              |

## Filmographie

### Télévision
| Année | Programme           | Notes       | Réf.  |
| ----- | ------------------- | ----------- | ----- |
| 2016  | Show Me the Money 5 | Participant | [ 4 ] |